# ريدمي نوت 12
ريدمي نوت 12 (بالإنجليزية: Redmi Note 12)‏ عبارة عن مجموعة من الهواتف الذكية التي تعمل بنظام أندرويد كجزء من سلسلة ريدمي نوت من ريدمي، وهي علامة تجارية فرعية لشركة شاومي. أعلن عن السلسلة في 27 أكتوبر 2022، ثم أعلن عنها عالميا في 5 يناير 2023، كذلك أيضًا، تم الإعلان عنها في الشرق الأوسط في 5 إبريل 2023، وقد أتت بعد سلسلة هواتف ريدمي نوت 11 التي صدرت في 16 يناير 2022.